# نيك ليفرسج
نيك ليفرسج (بالإنجليزية: Nick Liversedge)‏ (18 يوليو 1988 بكينغستون أبون هال في المملكة المتحدة - ) هو لاعب كرة قدم بريطاني في مركز حراسة المرمى. لعب مع نادي بيرنلي ونادي هايد إف سي وويتبي تاون ‏ وGuisborough Town F.C. ‏ وJarrow Roofing Boldon Community Association F.C. ‏ ودارلينجتون إف سى.

## وصلات خارجية
- نيك ليفرسج على موقع قاعدة بيانات كرة القدم.إي يو (الإنجليزية)